# مجموعة إكسبيديا
مجموعة اكسبيديا هي شركة تكنولوجيا سفر عالمية أمريكية. توفر مواقعها على شبكات الإنترنت معلومات عن برامج الرحلات وتكاليف السفر، تمتلك الشركة العديد من محركات البحث مثل اكسبيديا دوت كوم، هوتل دوت كوم، هوت واير دوت كوم، كار رينت دوت كوم، تزاكر رخيصة (CheapTickets)، تريفاجو، فينري دوت كوم، ترافيلوسيتي دوت كوم، أوربيتز و هوم أواي.
وفقًا لريتش بارتون، الرئيس التنفيذي الأول للشركة، فإن كلمة «إكسبيديا» مشتقة من كلمتي الاستكشاف والسرعة.

## التاريخ
- تم تأسيس الشركة كأحد أقسام شركة ميكروسوفت في أكتوبر 1996 وافتتاحها في عام 1999.[8]
- في عام 2003، اشترتها شركة IAC/InterActiveCorp.[9]
- في أغسطس 2005، انفصلت اكسبيديا عن شركة IAC مع احتفاظ IAC بوكالات السفر مثل إكسبيديا، إجينسيا، تريب أدفيسور، هوتل دوت كوم وهوت واير دوت كوم.[10][11]
- في 21 ديسمبر 2012، قامت شركة اكسبيديا بشراء أغلبية أسهم محرك البحث تريفاجو مقابل 477 مليون يورو ( حوالي 630 مليون دولار).[12]
- في عام 2012، استحوذت شركة إجنسيا التابعة لمجموعة إكسبيديا على شركة Via Travel، أكبر شركة سفر في النرويج. عززت هذة الصفقة من وضع المجموعة عالميا وجعلها شركة السفر الأفضل دخلاً لعام 2013.[13]
- في عام 2014 ، اشترت المجموعة موقع Wotif.com مقابل 658 مليون دولار.[14]
- في يناير 2015، اشترت المجموعة شركة Travelocity من مجموعة سيبر للتكنولوجيا مقابل 280 مليون دولار.[15]
- في عام 2015، اشترت المجموعة Orbitz مقابل 1.2 مليار دولار نقدًا.[16]
- في يوليو 2015، استثمرت المجموعة مع مارك بينيوف، الرئيس التنفيذي لموقع Salesforce.com مبلغ 11 مليون دولار في وينجز.[17]
- في عام 2015، اشترت المجموعة شركة هوم أواي مقابل 3.8 مليار دولار.[18]
- في مارس 2017، تم تعيين تشيلسي كلينتون في مجلس إدارة المجموعة مقابل 45,000 دولار سنويا غير 250,000 دولار سنويا من أرباح الأسهم على مدار ثلاث سنوات.[19]
- في أغسطس 2017، أصبح مارك أوكرستروم الرئيس والمدير التنفيذي للمجموعة.[20]
- في مارس 2018، أعلنت المجموعة تغيير اسم الشركة الرسمي من شركة إكسبيديا إلى مجموعة إكسبيديا.[21]

### عمليات الدمج والاستحواذ
كانت أول عملية استحواذ لشركة إكسبيديا هي عملية Travelscape مقابل 89.75 مليون دولار أمريكي وعملية VacationSpot.com مقابل 80 مليون دولار في 17 مارس 2000. ثم عملية أخرى مقابل 78 مليون دولار. أجرت الشركة أربع عمليات بيع أجزاء الشركة إلى شركة أخرى.
في 31 ديسمبر 2000، حصلت شركة Crossover Ventures على نسبة 7% من أسهم أكسبيديا مقابل 50 مليون دولار. بينما حصلت شركة IAC على 65% من أسهم الشركة في 5 فبراير 2002 مقابل 1.372 مليار دولار. بعد مرور عام، في 8 أغسطس 2003، حلصت شركة USA Interactive على مجموعة إكسبيديا مقابل 3.636 مليار دولار. في نهاية المطاف أصبحت شركة إكسبيديا شركة منفصلة بقيمة 7.981 مليار دولار.

حققت الشركة معظم عمليات الإستحواذ لها في عام 2002، عندما اشترت ثلاث شركات: Classic Custom Vacations و Metropolitan Travel و Newtrade Technologies.
في يناير 2015، اشترت المجموعة على وكالة السفر عبر الإنترنت Travelocity من شركة سيبر للتكنولوجيا مقابل 280 مليون دولار.

#### الاستحواذ
| التاريخ        | الشركة                   | الأعمال               | البلد            | القيمة(دولار أمريكي) | المصادر |
| -------------- | ------------------------ | --------------------- | ---------------- | -------------------- | ------- |
| 17 مارس 2000   | ترافيل سكايب             | مزود خدمة الإنترنت    | الولايات المتحدة | $89٬750٬000          | [ 24 ]  |
| 17 مارس 2001   | Vacation spot            | مزود خدمة الإنترنت    | الولايات المتحدة | $70٬850٬000          | [ 25 ]  |
| 11 مارس 2002   | Classic Custom Vacations | ترافيل أجانسي         | الولايات المتحدة | $78٬000٬000          | [ 26 ]  |
| يوليو 11, 2002 | متروبوليتان ترافيل       | ترافيل أجانسي         | الولايات المتحدة | —                    | [ 27 ]  |
| 28 أكتوبر 2002 | تقنيات التجارة الجديدة   | برامج حجر             | كندا             | —                    | [ 28 ]  |
| 5 أبريل 2004   | Activity World           | السفر والتجوال        | الولايات المتحدة | —                    | [ 29 ]  |
| أبريل 12, 2004 | إجينسيا                  | وكالة سفر             | فرنسا            | —                    | [ 30 ]  |
| 15 يوليو 2008  | Venere.com               | محرك بحث حجز الفنادق  | إيطاليا          | €200٬000٬000         | [ 31 ]  |
| 18 أكتوبر 2010 | Mobiata                  | مطور تطبيقات الجوال   | الولايات المتحدة | —                    | [ 32 ]  |
| 27 أبريل 2012  | VIA Travel               | وكالة سفر             | النرويج          | —                    | [ 33 ]  |
| 12 مارس 2013   | تريفاجو                  | محرك حجز فنادق        | ألمانيا          | $564٬000٬000         | [ 34 ]  |
| 6 يوليو 2014   | وتف                      | وكالة سفر             | أستراليا         | $657٬000٬000         | [ 35 ]  |
| يناير 23, 2015 | ترافيلوسيتي              | وكالة سفر             | الولايات المتحدة | $280٬000٬000         | [ 36 ]  |
| 17 سبتمبر 2015 | أوربيتس                  | وكالة سفر             | الولايات المتحدة | $1٬600٬000٬000       | [ 37 ]  |
| 4 نوفمبر 2015  | هوم أواي                 | خدمة إقامة عطلات      | الولايات المتحدة | $3٬900٬000٬000       | [ 38 ]  |
| 25 أكتوبر 2018 | بيلو                     | خدمة تأجير قصير المدى | الولايات المتحدة | —                    | [ 39 ]  |
| 25 أكتوبر 2018 | ApartmentJet             | خدمة تأجير قصير المدى | الولايات المتحدة | —                    | [ 40 ]  |

#### التصفية
| التاريخ        | الشركة الدامجة   | الشركة المستهدفة | الأعمال المستهدفة  | البلد            | القيمة(دولار أمريكي) | المصادر |
| -------------- | ---------------- | ---------------- | ------------------ | ---------------- | -------------------- | ------- |
| 31 ديسمبر 2000 | مشاريع كروس أوفر | مجموعة إكسبيديا  | السفر عبر الإنترنت | الولايات المتحدة | $50٬000٬000          | [ 41 ]  |
| 5 فبراير 2002  | شركة IAC         | مجموعة إكسبيديا  | السفر عبر الإنترنت | الولايات المتحدة | $1٬372٬000٬000       | [ 42 ]  |
| 8 أغسطس 2008   | شركة IAC         | مجموعة إكسبيديا  | السفر عبر الإنترنت | الولايات المتحدة | $3٬636٬000٬000       | [ 43 ]  |
| 9 أغسطس 2005   | شركة IAC         | مجموعة إكسبيديا  | السفر عبر الإنترنت | الولايات المتحدة | $7٬981٬000٬000       | [ 44 ]  |

### ضرائب المبيعات في ولاية كارولينا الجنوبية
في 18 يناير 2011، طلبت المحكمة العليا في ولاية ساوث كارولينا من شركة ترافيل سكايب إحدى الشركات التابعة لمجموعة إكسبيديا ومقرها في لاس فيغاس دفع 6.3 مليون دولار تحت بند ضرائب المبيعات. الأمر الذي استنكرته ترافيل سكايب واصفة إياه بالحكم الجائر وأنه انتهاك صريح لبنود التجارة على الإنترنت. جاء رد الولاية سريعا على تعليقات الشركة حيث صرحت أن الشركة لديها وجود كافي في الدولة (على الرغم أن الشركة ليس لديها مرافق مادية في ساوث كارولينا لكنها اعتمدت على رحلات المبيعات المتكررة التي يقوم بها موظفوها وحقيقة أن الشركة قامت بتأثيث غرف فندقية) لتكون مطلوبة لدفع ضريبة المبيعات.

## مواقع المكاتب

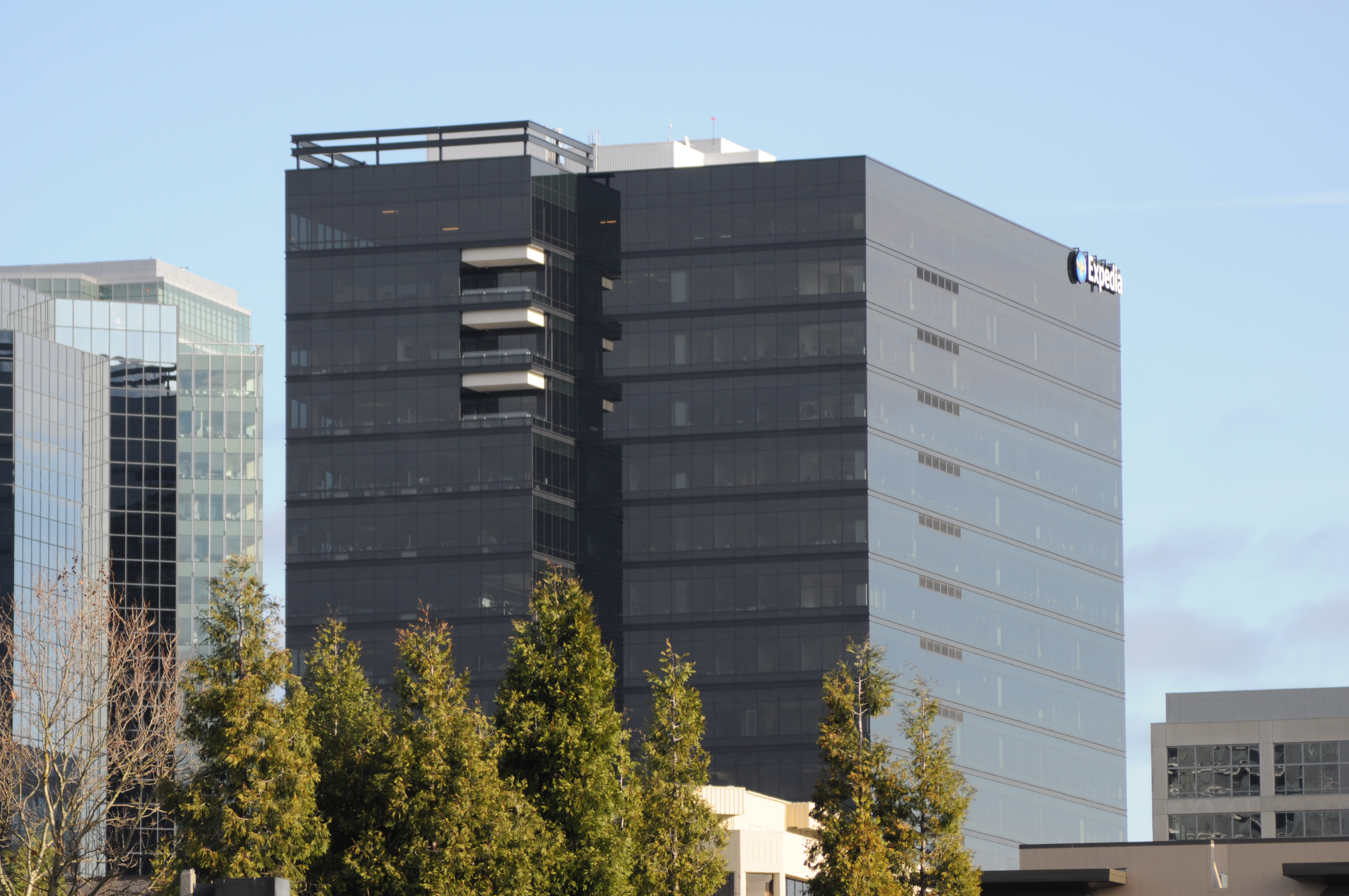
مبنى إكسبيديا، في وسط مدينة بالفيو، واشنطن.

يحمل المقر الرئيسي للمجموعة والواقع في وسط مدينة بالفيو، واشنطن اسم مبنى إكسبيديا.
في 2 أبريل 2015، أعلنت شركة إكسبيديا أنها ستنقل مقرها إلى حي إنتر باي في سياتل بحلول نهاية عام 2018 حيث ستشتري حرم شركة أمجن على واجهة خليج إليوت البحري مقابل 228.9 مليون دولار. في إحدى عمليات التوسع، اقترحت إكسبيديا توسعة مساحات المكاتب في الحرم الجامعي الذي تبلغ مساحته 41 فدانًا (17 هكتارًا) إلى 1.23 مليون قدم مربع (114،000 متر مربع) لاستيعاب الموظفين، عمل على التصميم مهندسي مكتب ZGF الهندسي.
تم تأجيل الخطوة إلى عام 2019 نتيجة بعض العقبات اللوجستية كالانتقال من الجانب الشرقي للبلام إلى سياتل بالإضافة إلى الازدحام المروري بالقرب من الحرم الجامعي. وعدت الشركة الموظفين بعلاوات كتعويض عن صعوبة وسائل النقل حتى تأتي بشركات نقل خاصة بالشركة.

## الجوائز
في عام 2008، تم إختيار شركة إكسبيديا كشركة الإنترنت الأكثر إثارة للإعجاب في قائمة الولايات المتحدة وفقا لمجلة فورتشن. كما جاءت في المرتبة الثالثة بعد شركة IAC وجوجل سابقة بذلك شركة أمازون التي جاءت في المركز الرابع. كما تم إدراجها في قائمة الشركات الأكثر إثارة للإعجاب في ولاية واشنطن.
في عام 2008، تم اختيار مجموعة إكسبيديا للمرة الأولى في قائمة «أفضل الشركات المدارة في أمريكا» من قبل مجلة فوربس. تضم القائمة أفضل 400 شركة أمريكية عامة مدارة بإيرادات تبلغ مليار دولار أو أكثر.

## وصلات خارجية
المواقع الرسمية
- الموقع الرسمي لمجموعة إكسبيديا
- الموقع على جوجل المالية
- SEC filings

فيديوهات
- مارك أوكرستروم المدير التنفيذي لمجموعة إكسبيديا- عام 2017